# Opera Mini
Opera Mini es un micronavegador para dispositivos móviles creado por la empresa noruega Opera Software. Originalmente fue creado para dispositivos móviles con poca capacidad de memoria y proceso. Actualmente admite a la mayoría de los móviles, incluidos los teléfonos inteligentes. 
Opera Mini solicita las páginas web a través de los servidores de Opera Software, los cuales procesan y comprimen las páginas web antes de enviarlas de vuelta al teléfono móvil, con una reducción de tamaño entre el 70 y el 90 por ciento. El proceso permite cargar las páginas web más rápidamente e incrementa la compatibilidad con páginas web no diseñadas para teléfonos móviles. No obstante, los sitios interactivos que dependen de JavaScript no trabajan apropiadamente.

## Historia
Opera Mini fue presentado en Noruega por Opera Software conjuntamente con TV 2, el 10 de agosto de 2005. El 20 de octubre del mismo año, se presentó una versión beta disponible para los países nórdicos. Tras esta distribución limitada en ciertos países europeos, el navegador fue presentado mundialmente el 24 de enero de 2006.
En 2007 se lanzó Opera Mini 3, con mayor velocidad de procesamiento. En 2008 fue lanzado Opera Mini 4, que incluyó un innovador zoom que permite ver las páginas web con su contenido, además de poder adaptar la aplicación a un modo horizontal. En abril de 2008, Opera Mini 4.1 trajo como novedades la posibilidad de descargar archivos adjuntos y archivos de audio, vídeo, imágenes y aplicaciones directamente, sin salir del navegador.
En noviembre de 2008 se dio a conocer la versión 4.2 en su fase beta. Entre sus mejoras se encuentra el aspecto visual del navegador y la posibilidad de guardar páginas para poder ser consultadas posteriormente sin necesidad de conexión a internet.
El 16 de septiembre de 2009 se presenta Opera Mini 5 Beta, en el cual se dispone de nuevas funcionalidades, entre las que se destacan un administrador de contraseñas, personalización de pieles, nuevos botones y la implementación de pestañas y el Acceso rápido (Speed Dial).
El 22 de marzo de 2011 se lanzó Opera Mini 6 (para teléfonos inteligentes), Opera Mini 4.3 (para móviles) y Opera Mobile 11: presentan mejoras en velocidad, página de inicio e implementa el botón de compartir con redes sociales (sólo Facebook y Twitter) y nuevas funciones para Zoom.
La versión 6.1 integra barra de direcciones inteligente con reconocimiento de los dominios más utilizados por el usuario y la función de autocompletar los resultados de las búsquedas (solo con Google)
El 30 de mayo de 2012 se lanzó Opera Mini 7.  Entre las nuevas características, incluye: actualizaciones automáticas para las redes sociales, entradas ilimitadas del Acceso rápido y sitios y páginas web sugeridas en función de lo que el usuario navega.
El 5 de junio de 2013, se lanzó la versión 4.5 del navegador, Esta versión cuenta con un gestor de descargas que pausa, reanuda y gestiona el proceso de descarga. También incluye navegación privada. La versión 4.5 tiene mejoras para pantallas táctiles. La versión 4.5 está enfocada a los dispositivos con poca memoria RAM.
El 12 de marzo de 2014, se lanzó la versión 8.0.35158 del navegador, para teléfonos con tecnología Java, y BlackBerry. Entre las nuevas características, incluye: nuevo diseño plano, modo nocturno (permite ajustar el brillo de la pantalla del teléfono) y acceso a las lengüetas de los teléfonos con teclados (se ha mejorado el acceso de la ficha para los teléfonos con teclados).
El 11 de febrero de 2015 fue lanzada una versión beta para Windows Phone 8 y 8.1.